# Ahaggar
Ahaggar (även: Hoggar, arabiska: جبال هقار, berberspråk: idurar n Ahaggar, tuareg: Idurar Uhaggar) är ett bergsmassiv i centrala Sahara, sydöstra Algeriet. Området är beläget omkring 1 500 kilometer söder om huvudstaden Alger, i trakten av Tamanrasset. Området är till största delen klippöken och den genomsnittliga höjden är mer än 900 meter över havet. Den högsta toppen, Tahat, är 2 918 meter över havet.
Ahaggarområdet, som är ett välbesökt turistmål i Algeriet, har en befolkning av tuareger.

## Historia
Vid Tassili n'Ajjer och Tassili du Hoggar finns minst 6 000 år gamla grottmålningar. Området är av Unesco registrerat som världsarv.
Frankrike gjorde underjordiska atomsprängningsförsök i Ahaggarbergen tiden november 1961 till och med februari 1962.

## Geologi
Ahaggarbergen består huvudsakligen av graniter och kristallina bergarter. Atakor eller Kuodia täcks dels av en basaltskorpa, dels av i tafelberg sönderskurna fonolitiska, andesitiska och trakytiska eruptiv, över vilka pelar- eller nålformiga kupper, rester efter vulkaner, reser sig med en relativ höjd upp till 500 m.
Bergsmassivet är rikt på mineraler, bland annat har guld, volfram och uran påträffats. Norr om Ahaggar har det hittats naturgas.

## Galleri

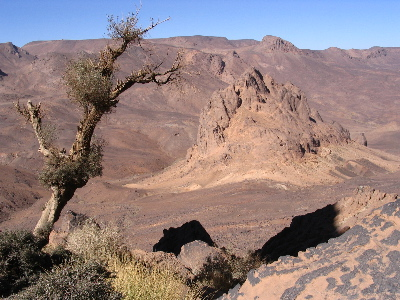
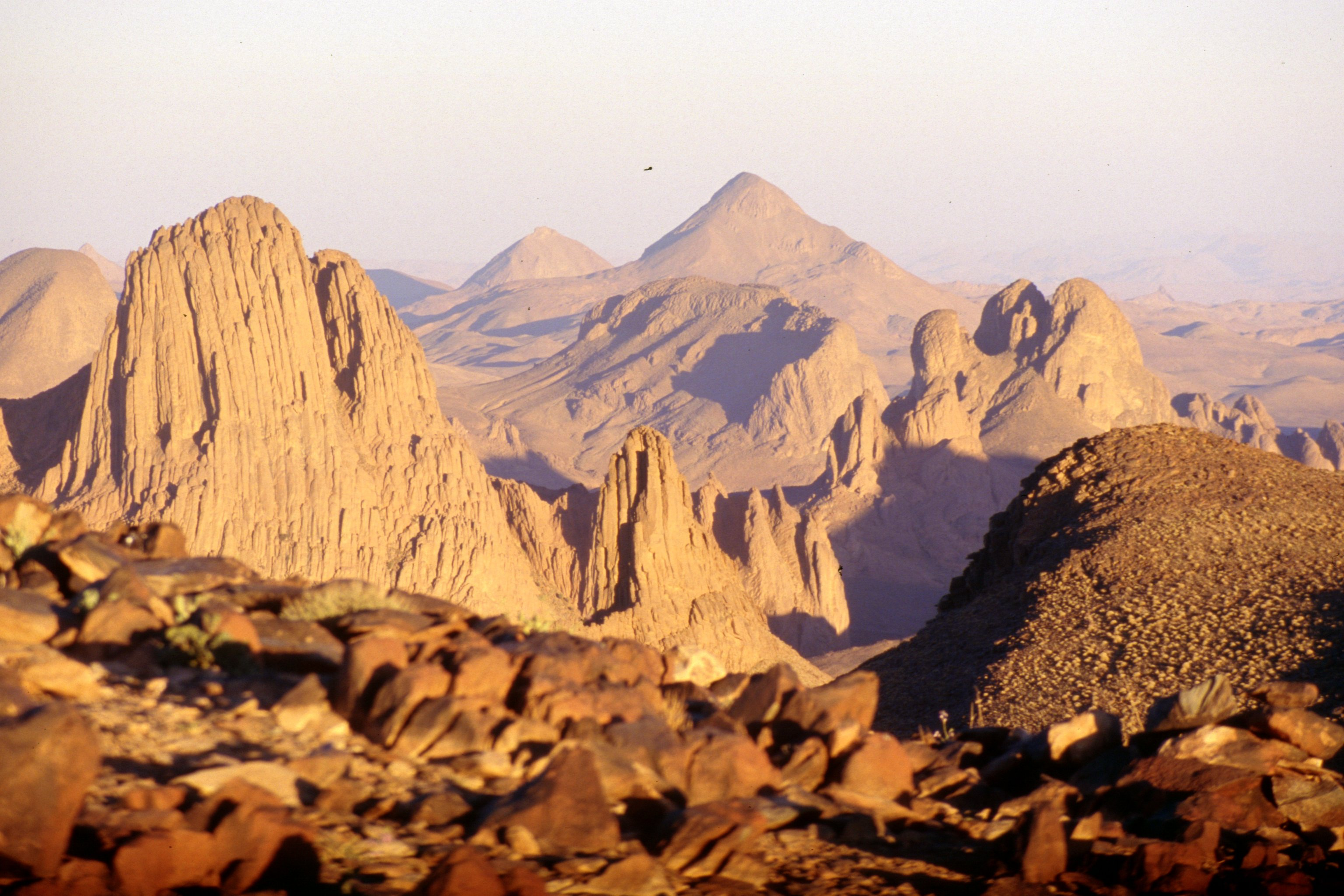
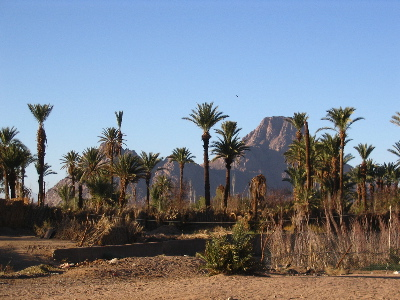
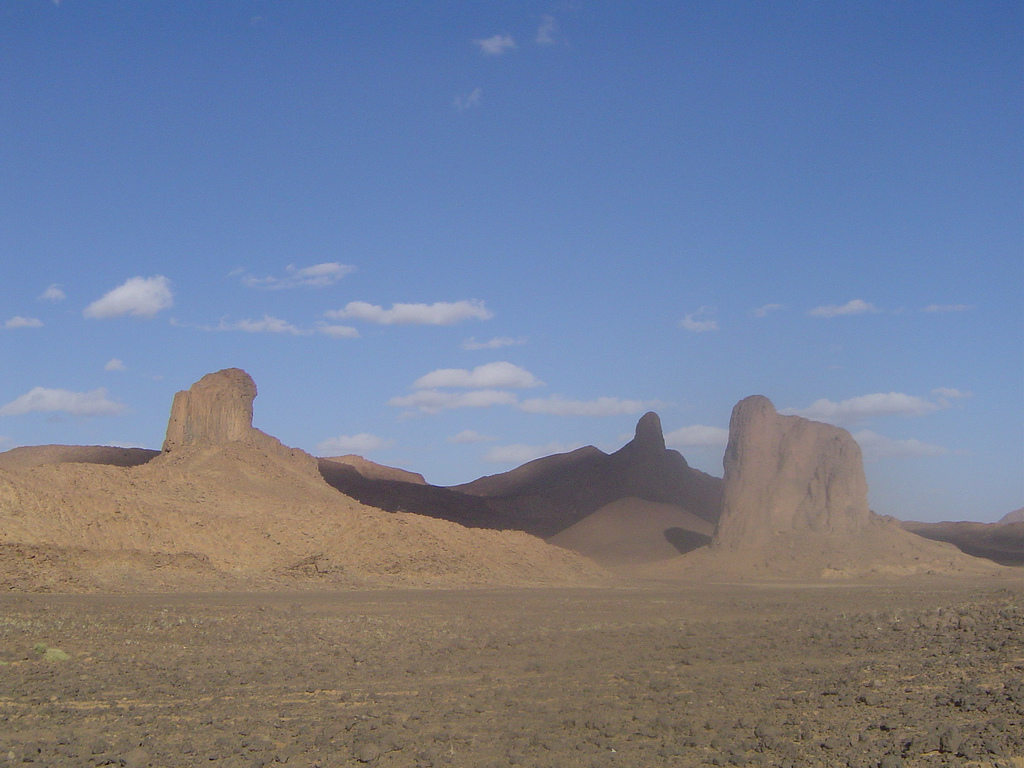
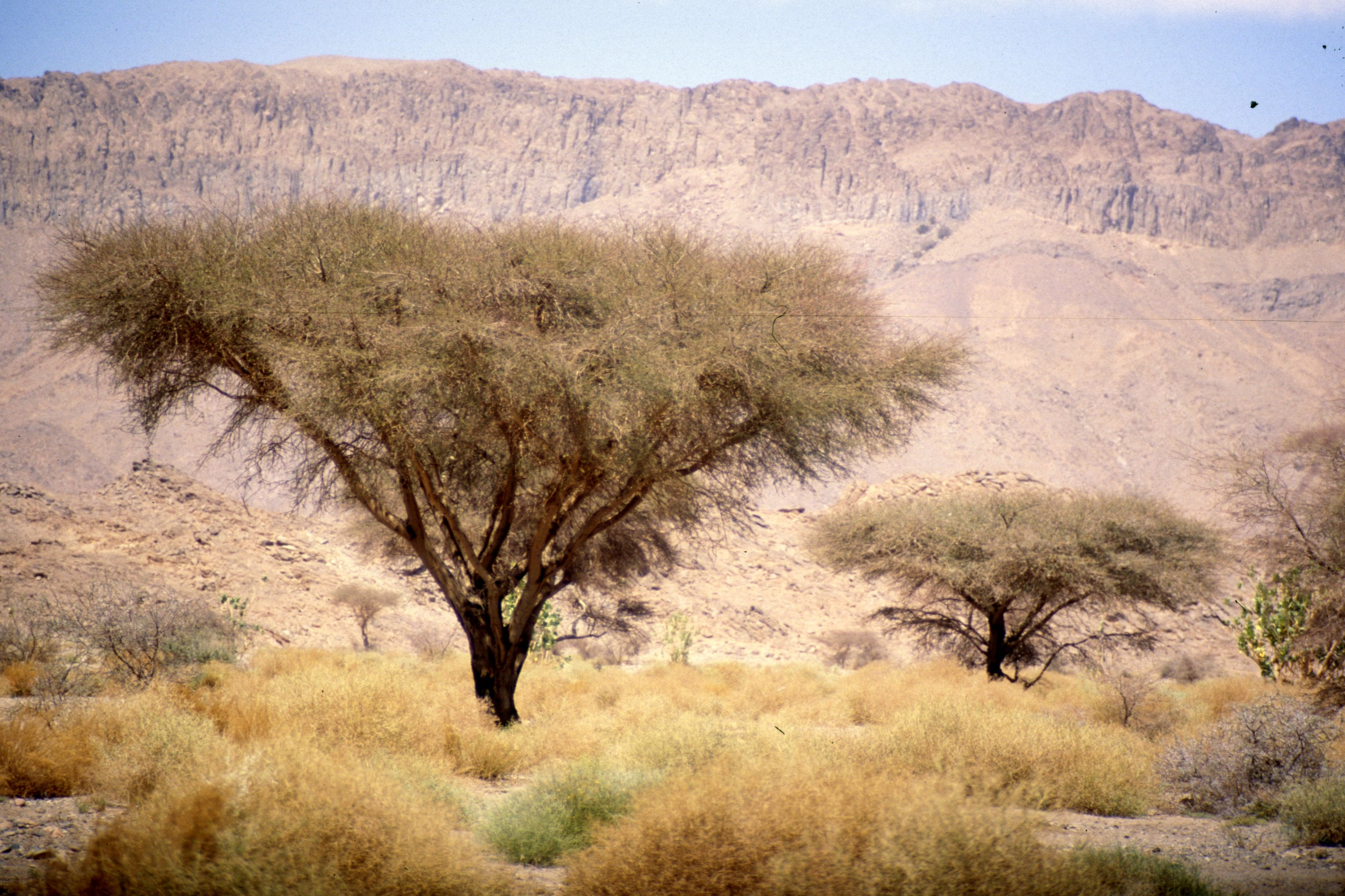
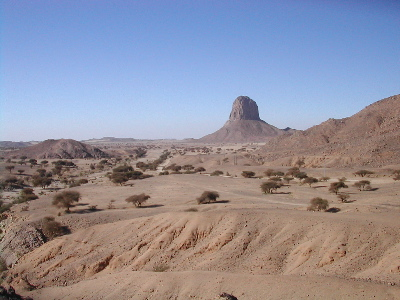
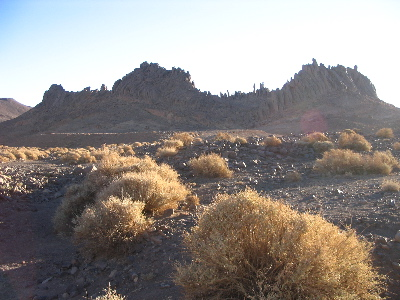
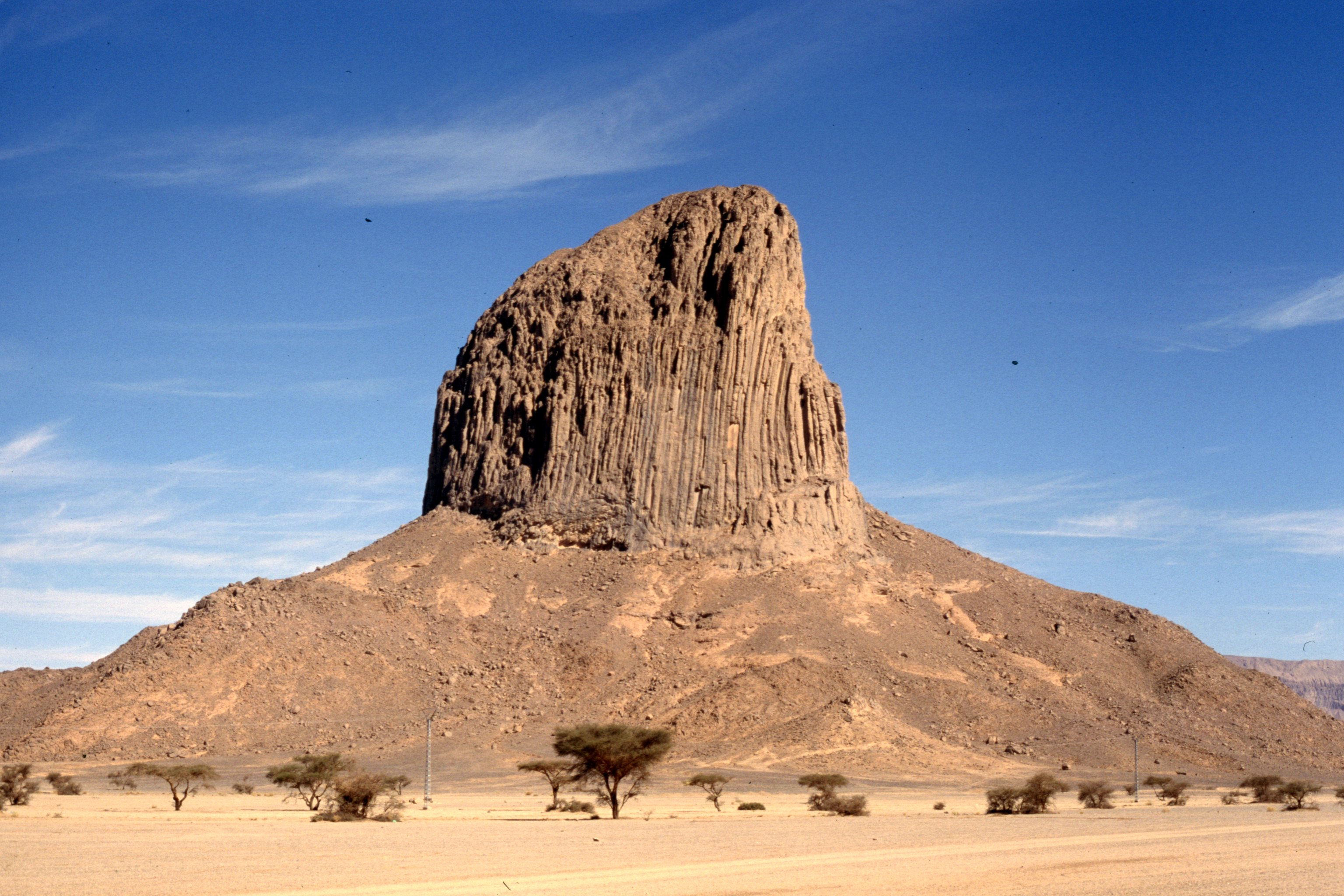

## Klimat
Klimatet är mycket varmt på sommaren, men på vintern kan temperaturen falla under 0 °C. Regn förekommer sällan och endast sporadiskt. Trots detta är klimatet mindre extremt än i de flesta andra områden i Sahara, vilket innebär att Ahaggar är en viktig plats för biodiversitet.